# Tour de Berlin féminin
Le Tour de Berlin féminin (officiellement Tour de Berlin Feminin) est une course cycliste féminine créée en 2023, qui se déroule à Berlin en Allemagne. Il s'agit d'une course d'un jour qui fait partie du calendrier de l'Union cycliste internationale en catégorie 1.2.

## Palmarès
| Année | Vainqueur        | Deuxième         | Troisième        |                  |
| ----- | ---------------- | ---------------- | ---------------- | ---------------- |
| 2023  | Elena Hartmann   | Marith Vanhove   | Martina Alzini   |                  |
| 2024  | annulé/abandonné | annulé/abandonné | annulé/abandonné | annulé/abandonné |